# 哈尼克里克鎮區 (愛荷華州愛荷華縣)
哈尼克里克鎮區（英語：Honey Creek Township）是位於美國愛荷華州愛荷華縣的一個行政鎮區。

## 地方資料
根據2010年美國人口普查的數據，哈尼克里克鎮區的面積為94.08平方千米，當中陸地面積為93.85平方千米，而水域面積為0.23平方千米。當地共有人口341人，而人口密度為每平方千米3.62人。